# Политковская, Анна Степановна
А́нна Степа́новна Политко́вская (урождённая Мазе́па; 30 августа 1958[…], Нью-Йорк, Нью-Йорк — 7 октября 2006[…], Москва) — российская журналистка, пресс-секретарь издания «Новая газета», общественная деятельница, правозащитница и писательница. Уделяла особое внимание конфликту в Чечне. 7 октября 2006 года была застрелена в лифте своего дома.

## Детство, образование, личная жизнь
Родилась 30 августа 1958 года в Нью-Йорке, где её родители находились на дипломатической работе.
Отец, Степан Фёдорович Мазепа (1927—2006), родился в селе Костобоброво Семёновского района Черниговской области, работал сотрудником миссии Украинской ССР при ООН. Умер за 9 дней до убийства дочери.
Мать, Раиса Александровна Мазепа (1929—18 июля 2021), родом из Керчи, наполовину русская, наполовину украинка, работала дипломатом при ООН.
В 1980 году окончила факультет журналистики МГУ им. М. В. Ломоносова. Во время обучения в МГУ познакомилась и вышла замуж за Александра Политковского, который обучался на том же факультете, но был на 5 лет её старше. От этого брака Политковские имеют двоих детей, Илью и Веру. В 2000 году брак фактически распался, но официально пара не разводилась. У супругов были полярно противоположные взгляды на профессию журналиста. Политковский, будучи репортёром, говорил о деятельности Анны: «Это не журналистика… Это то ли писательство, то ли что-то ещё…»
Карьера Александра Политковского стремительно развивалась во время перестройки, но пошла на спад в постперестроечный период, в то время как Анна постепенно завоёвывала известность благодаря своим публицистическим материалам на острые темы.
В начале 1990-х годов Политковская получила гражданство США согласно принципу jus soli, сохранив при этом и гражданство России.

## Журналистская деятельность
В 1982—1993 годах работала в газетах «Известия» и «Воздушный транспорт», в творческом объединении «ЭСКАРТ», издательстве «Паритет». До 1994 года являлась обозревателем еженедельника «Мегаполис-экспресс» в период, когда издание ещё не успело стать бульварным. В 1994—1999 годах — обозреватель, редактор отдела чрезвычайных происшествий «Общей газеты». В книге «Битлы перестройки» описано, как «после публикации о залоговых аукционах ей угрожал расправой Владимир Гусинский», с которым Анна была знакома.
С мая 1999 года — специальный корреспондент и обозреватель «Новой газеты». Политковская неоднократно выезжала в районы боевых действий. За серию репортажей о военных действиях в Чечне в январе 2000 года Анне Политковской присуждена премия «Золотое перо России». Ей присуждались: премия Союза журналистов РФ «Добрый поступок — доброе сердце», премия Союза журналистов за материалы по борьбе с коррупцией, диплом «Золотой гонг-2000» за серию материалов о Чечне.
Во время одной из командировок в Чечню, Политковская была захвачена близ села Хаттуни, и с 20 февраля по утро 22 февраля 2001 года насильно удерживалась на территории 45-го полка ВДВ, где подвергалась пыткам, так, например, ночью ей говорили, чтобы она выходила на расстрел, и затем её выводили на боевые позиции к машине с ракетной установкой в то время, когда ракеты в полной темноте начинали неожиданно стрелять. Военный обозреватель Вячеслав Измайлов считает, что Политковскую действительно могли убить, но её спасло то, что чеченцы сообщили об аресте журналистам в Москве, которые пожаловались высокопоставленному чиновнику Сергею Ястржембскому.
Политковская — автор документальных книг о ситуации в Чечне в 1999 году «Путешествие в ад. Чеченский дневник» (2000), «Вторая чеченская» (2002), «Чечня: позор России», а также статей «Карательный сговор», «Люди исчезающие». Последняя её публикация в «Новой газете» — «Карательный сговор» — была посвящена составу и деятельности чеченских отрядов, воюющих на стороне федеральных сил. Многие из книг Политковской были переведены на иностранные языки и изданы за рубежом.
Автор книг «Putin’s Russia» («Путинская Россия»), «Россия без Путина», опубликованных в Великобритании.
В июне 2004 года Политковская взяла интервью у Рамзана Кадырова, который тогда был первым заместителем председателя правительства Чечни. Кадыров вёл себя с Политковской очень грубо и угрожающе.
В сентябре-начале октября 2006 года Анна Политковская значительно активизировала аналитико-журналистскую деятельность в свете приближающихся парламентских выборов 2007 года и президентских выборов 2008 года.
Политковская была сторонницей введения международных миротворческих сил в Чечню.

## Правозащитная деятельность
Помимо журналистики, Политковская занималась правозащитной деятельностью, помогала матерям погибших солдат отстаивать свои права в судах, проводила расследования коррупции в Министерстве обороны, командовании Объединённой группировки федеральных войск в Чечне, помогала жертвам Норд-Оста.
Резко и эмоционально критиковала действующую власть:

За что я невзлюбила Путина? Вот за это и невзлюбила. За простоту, которая хуже воровства. За цинизм. За расизм. За бесконечную войну. За ложь. За газ в «Норд-Осте». За трупы невинно убиенных, сопровождающие весь его первый срок. Трупы, которых могло и не быть.
— «Путинская Россия»
27 ноября 2000 года Анна Политковская на вопрос читателя «Новой газеты» о том, почему она ни в одной статье не упомянула о геноциде русских в Чечне, ответила следующее:

Уважаемый Кирилл! В 1991—1994 годах я не имела физической возможности исследовать проблему геноцида русского народа в Чечне. Однако геноцид чеченцев нынешнего периода очевиден. И проводится он силами части военных и самих чеченцев. Я много раз сама для себя пыталась объяснять многие факты, которым была свидетелем, как досадный случай или глупость исполнителя, но всякий раз терпела поражение: по отношению к чеченцам в России всё-таки действует система по их истреблению. Ничем другим происходящее просто невозможно объяснить. Увы.

- Февраль 2001 года — Анна Политковская, по её утверждению, была задержана в посёлке Хаттуни на территории Чечни, подверглась угрозам и оскорблениям и была затем выслана за пребывание без аккредитации в зоне проведения антитеррористической операции. Политковская сообщила о похищениях людей, вымогательстве лицами, представлявшимися сотрудниками ФСБ, а также о фильтрационном лагере для чеченцев в расположении 45-го полка ВДВ, где, по её сведениям, практиковались пытки[17][26][27]. Военные отвергли эти заявления[28].
- Сентябрь 2001 года — Анна Политковская в своей публикации «Люди исчезающие» обвинила сотрудников милиции, прикомандированных к чеченскому МВД, в убийствах мирных жителей. В марте 2005 года один из «героев» публикации был осуждён на 11 лет.
- Февраль 2002 года — Анна Политковская исчезла во время командировки в Чечню и появилась через несколько дней в Назрани, Ингушетия, заявив, что ей пришлось скрываться от ФСБ, которая хотела помешать её расследованию убийств мирных жителей.
- Октябрь 2002 года — участвовала в переговорах с чеченскими террористами, захватившими заложников в театральном центре на Дубровке, носила заложникам воду.
- С 2003 года Анна Политковская обвиняла Рамзана Кадырова и его подчинённых в похищениях людей, вымогательствах и других преступлениях.
- С сентября 2004 года Анна Политковская опубликовала в «Новой газете» ряд критических статей о президенте Ингушетии Мурате Зязикове.
- Главный редактор «Новой Газеты» Дмитрий Муратов сказал, что Политковская в день своего убийства собиралась передать большую работу о практике пыток, применяемых чеченскими властями. По словам Муратова, статья обвиняла подразделения безопасности председателя правительства Чеченской Республики Рамзана Кадырова в использовании пыток. Редактор «Новой газеты» Виталий Ярошевский сообщил, что на следующий после убийства день милиция забрала жёсткий диск и материал к статье[29]. По словам Муратова, исчезли две фотографии подозреваемых мучителей[29].

## Отравление (2004)
2 сентября 2004 года Анна Политковская во время захвата заложников в бесланской школе вылетела в Беслан, надеясь выступить посредником на переговорах. В самолёте она выпила чаю и потеряла сознание. Была госпитализирована в Ростове-на-Дону в тяжёлом состоянии с диагнозом «отравление неизвестными токсинами». Как утверждает главный редактор «Новой газеты» Дмитрий Муратов, анализы, взятые у Политковской тотчас по попадании в больницу, были уничтожены. У Политковской были серьёзно повреждены печень, почки и эндокринная система.
Политковская полагала, что её пытались отравить сотрудники ФСБ. По словам Политковской, её «устранили из поля», чтобы не дать ей осуществить её план урегулирования ситуации. Она утверждала, что в России возобновила работу 12-я лаборатория КГБ, занимавшаяся производством ядов (эту лабораторию обвиняет в отравлении Политковской и бывший корреспондент BBC в Москве Мартин Сикссмит, ссылаясь на источник в самой ФСБ). В авиакомпании, самолётом которой летела Политковская, заявили: «Политковскую с помощью чая отравить никак не могли — его наливают всем пассажирам из одного чайника. Жалоб от других пассажиров не поступило. А Анну, как нам рассказал бортпроводник того рейса, вскоре после обеда начало тошнить, и она потеряла сознание. Представитель авиакомпании сопровождал её до больницы. Там ему сказали, что это скорее не отравление, а какая-то вирусная инфекция».

## Убийство
Политковскую застрелили 7 октября 2006 года в лифте её дома в центре Москвы (Лесная улица, дом 8). Сотрудники милиции нашли рядом с её телом пистолет Макарова с глушителем и четыре гильзы. Первые сведения указывали на заказное убийство, так как было произведено четыре выстрела, включая контрольный выстрел в голову. Анна Политковская была убита в день рождения Владимира Путина и спустя два дня после дня рождения Рамзана Кадырова.

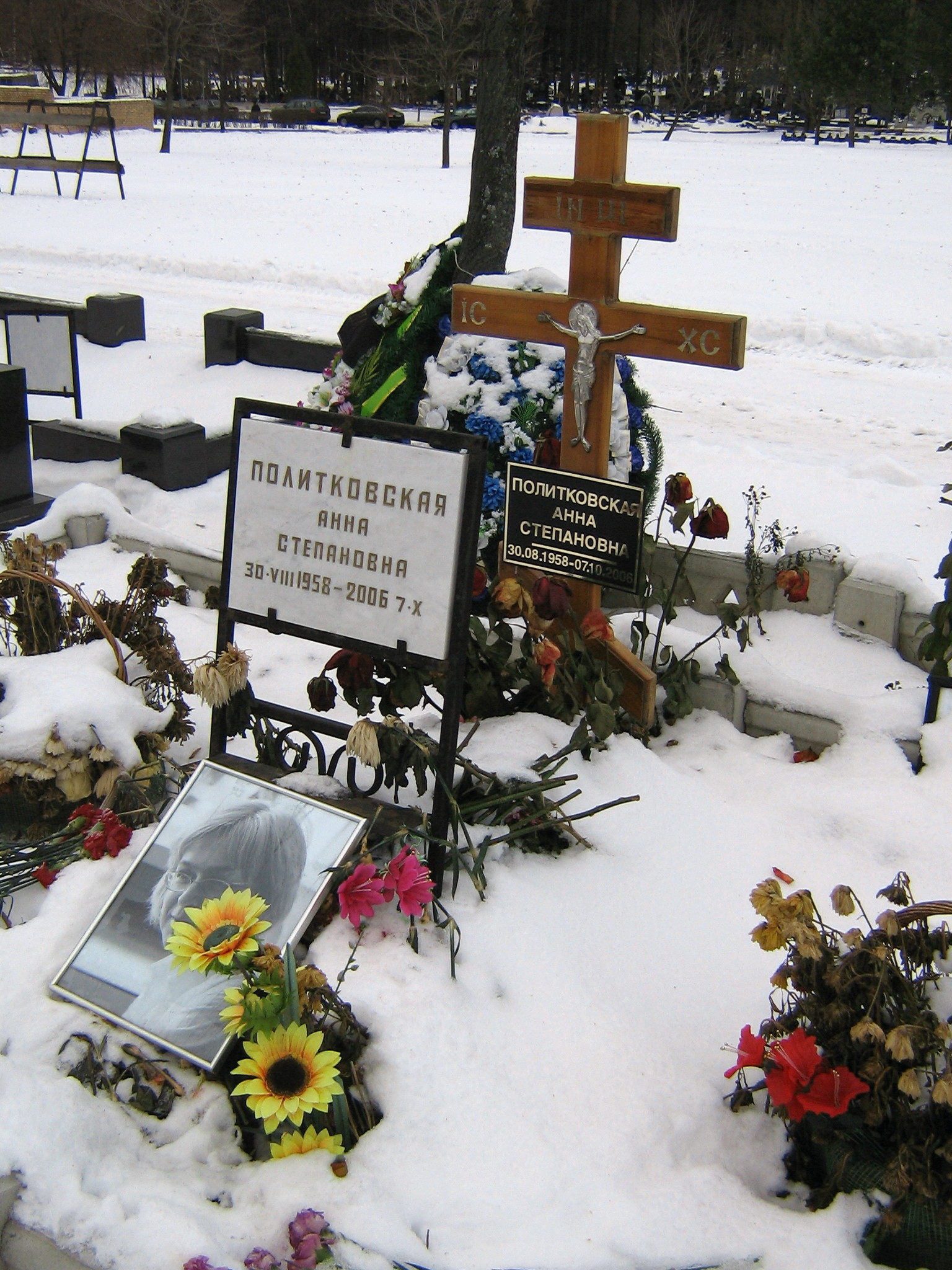
Могила Анны Политковской на Троекуровском кладбище в Москве

По версии следствия, организатором преступной группы являлся один из лидеров «лазанской» группировки Магомед Димельханов. К последнему весной 2006 года поступил заказ на убийство Политковской, поскольку к журналистке имели «серьёзные претензии большие люди в Чечне». Выполнение заказа было поручено братьям Махмудовым, которые привлекли к делу рыночного торговца и шофёра банды Ахмеда Исаева. Пытаясь установить адрес Политковской, преступники обратились к бывшему оперативному сотруднику этнического отдела РУБОП Сергею Хаджикурбанову, который свёл их с подполковником Павлом Рягузовым, работавшим в отделе ФСБ по Центральному административному округу Москвы. Рягузов определил по базе данных ФСБ и передал адрес Политковской бывшему главе Ачхой-Мартановского района Чечни Шамилю Бураеву. Рягузов также снабжал банду информацией о её телефонных переговорах. Кроме того, Хаджикурбанов организовал слежку за Политковской, обратившись за помощью к сотрудникам оперативно-поискового управления ГУВД Москвы Дмитрию Лебедеву, Дмитрию Грачёву и Олегу Алимову. К делу был также привлечён бывший милиционер, работавший в ЧОПе, Алексей Беркин. По сведениям газеты «Время новостей», все представители силовых структур, проходившие по делу об убийстве Политковской, «не знали, о чём именно идёт речь, не были знакомы с киллером и заказчиком и выполнили за деньги левую работу». Непосредственным исполнителем убийства следствие назвало Рустама Махмудова — брата Ибрагима, Джабраила и Тамерлана Махмудовых.
В августе 2007 года главный редактор «Новой газеты» Дмитрий Муратов заявил, что доволен тем, как проводится расследование убийства: «Доводы следствия чрезвычайно убедительны и профессиональны». В то же время в редакции не стали отказываться от собственного журналистского расследования происшедшего.
В начале 2008 года руководитель Главного следственного управления Следственного комитета при прокуратуре России Дмитрий Довгий заявил, что заказчиком убийства Политковской выступил Б. Березовский, осуществивший свой замысел с помощью чеченского преступного «авторитета» Хож-Ахмеда Нухаева.
20 мая 2014 года суд вынес приговор по делу об убийстве Политковской.

## Реакция на убийство

### Россия
… Это убийство само по себе наносит действующей власти и в России, и в Чеченской Республике, которой она занималась профессионально в последнее время, гораздо больший урон и ущерб, чем её публикации.
— Президент России Владимир Путин

Хочу подчеркнуть, что несмотря на то, что материалы Политковской о Чечне не всегда носили объективный характер, мне искренне и по-человечески жаль журналистку <…> Посягать на жизнь журналиста, это значит препятствовать свободе слова, что в демократическом обществе недопустимо. Случившееся — серьёзный повод задуматься и сделать серьёзные выводы.
— Председатель правительства Чеченской Республики Рамзан Кадыров

Она была правозащитницей и журналисткой в настоящем смысле этого слова, герой России.
— Уполномоченный по правам человека при президенте России Владимир Лукин

### ПАСЕ
25 января 2007 на сессии ПАСЕ в Страсбурге был заслушан доклад «Угрозы жизни и свободе выражения мнения журналистов» (автор — британский депутат Эндрю Макинтош), вынесенный на обсуждение вместо снятой резолюции о российско-грузинских отношениях. В докладе была высказана озабоченность ПАСЕ «многочисленными нападениями и угрозами жизни и свободе слова журналистов в Европе» в 2006 и в январе 2007, при этом отдельно были упомянуты убийства армянского журналиста Гранта Динка в Турции и Анны Политковской. В проекте резолюции был предложен пункт о том, что ПАСЕ призывает российских парламентариев «провести независимые парламентские расследования убийства Анны Политковской».
По настоянию российской делегации, текст был изменён, и теперь он звучит следующим образом: «национальные парламенты должны следить за криминальными расследованиями и признавать ответственность властей не только за отсутствие расследования, но и за отсутствие результатов, например, российский парламент в отношении убийства Анны Политковской».
Глава российской делегации Константин Косачёв заявил, что у парламентариев нет причин не доверять следственным органам: «Депутаты Госдумы находятся в полном контакте с родственниками и коллегами Политковской. И по нашим ощущениям, у них нет никаких претензий к следственным органам».

### Акции протеста
Во время поездки Путина в Дрезден в октябре 2006 года, сразу после убийства Анны Политковской, в толпе ожидавших прибытия Меркель и Путина к дрезденскому замку-резиденции находился 28-летний Файт Кюне, державший плакат с надписью «Mörder» — «Убийца». До приезда Путина к нему подошла канцлер Германии Ангела Меркель и пообещала поговорить с Путиным на тему убийства Политковской. Когда Путин вышел из автомобиля, Файт Кюне прокричал в адрес Путина: «Убийца, убийца». В интервью Кюне заявил, что он осуждает убийства журналистов в России и хочет заявить, что Путин не является желанным гостем в Германии. По его словам, Путин с усмешкой посмотрел в его сторону, а Кюне кричал: «Убийца, убийца» до тех пор, пока делегация не скрылась в здании. Как фотографии, так и сообщения о выкриках «убийца» обошли весь мир. Когда на следующий день, перед отъездом в Мюнхен, Путин купил местную газету «Dresdner Neueste Nachrichten», на первой странице была фотография с плакатом «Убийца».
Согласно организаторам пикета памяти Анны Политковской в Назрани (Ингушетия) 16 октября 2006 года, пикет был разогнан «крайне агрессивной и хорошо организованной группой лиц, одетых как в форму сотрудников милиции, так и в гражданскую одежду». Пятеро участников пикета были задержаны на 9 часов, правозащитница из «Мемориала» Екатерина Сокирянская была доставлена с переломом костей носа и сотрясением головного мозга в больницу.

## Суд над обвиняемыми в убийстве
Планировавшееся на 1 декабря 2008 года заседание Московского окружного военного суда (МОВС) по делу об убийстве Анны Политковской состоялось досрочно — 25 ноября того же года.
25 ноября 2008 года адвокат одного из обвиняемых Мурад Мусаев перед началом досрочного заседания в Московском окружном военном суде заявил: «В материалах дела есть и мотив, и заказчик, по крайней мере, индивидуальная причина заказа — критические изобличающие репортажи Политковской о неких политических деятелях». Он также сообщил, что процесс будет проходить в открытом режиме: «Суд сам поставил данный вопрос на обсуждение, и было принято решение о проведении процесса в открытом режиме». Судья Зубов пояснил, что открытость процесса касается только той его части, которая будет проходить в присутствии присяжных; в части же процессуальных вопросов заседателей оградят от информации, которую они получать не должны.
5 декабря 2008 года на судебном слушании шеф-редактор «Новой газеты» Сергей Соколов, опираясь на результаты собственного журналистского расследования, заявил, что, по его данным, Лом-Али Гайтукаев (считался одним из организаторов махинаций с фальшивыми авизо, осуждён на 15 лет за организацию в Киеве покушения на предпринимателя) мог быть причастен к убийству Политковской. По утверждению Соколова, в конце мая — начале июня 2006 года Лом-Али Гайтукаев встречался с некими людьми «по поводу Анны Политковской», затем «контактировал с Ахмедом Дукузовым», обвиняемым по делу об убийстве журналиста Пола Хлебникова, и племянником Рустамом Махмудовым (по версии следствия — исполнитель убийства Политковской). Кроме того, Соколов заявил, что, по его данным, обвиняемый по делу Джабраил Махмудов, равно как и его дядя Лом-Али Гайтукаев, — агенты ФСБ. Судья спросил у Джабраила Махмудова, являлся ли тот агентом ФСБ. Махмудов, улыбнувшись, ответил: «Конечно, нет».
19 февраля 2009 года коллегия присяжных единогласно оправдала братьев Ибрагима и Джабраила Махмудовых по делу об убийстве журналистки Анны Политковской, сочтя, что следствию не удалось доказать их причастность к совершению преступления. Обвиняемые были отпущены из зала суда.
26 июня 2009 года Военная коллегия Верховного суда России отменила оправдательный приговор и отправила дело на новое рассмотрение в Московский окружной военный суд.
14 декабря 2012 года Мосгорсуд приговорил к 11 годам колонии строгого режима бывшего сотрудника столичного ГУВД Дмитрия Павлюченкова, признав его виновным по делу об убийстве обозревателя «Новой газеты» Анны Политковской.
20 мая 2014 года присяжные признали всех подсудимых виновными в организации убийства Политковской. Оглашение приговора перенесено на 27 мая.
13 июня 2017 года стало известно о смерти в колонии организатора убийства Анны Политковской — Лом-Али Гайтукаева. В УФСИН по Вологодской области подтвердили эту информацию. «Действительно, Гайтукаев 10 июня скончался в межобластной больнице для осуждённых. Предварительно, от длительной хронической болезни», — сказал представитель управления.

## Оценки

### Положительные
По мнению одного из лидеров движения за независимость Литвы Витаутаса Ландсбергиса, Политковская «стояла самоотверженно, стойко и смотрела прямо в глаза новому, а то бишь возрождающемуся, русскому фашизму <…> Стояла за униженных и оскорблённых, против неправды и самовластья».
По мнению немецкой газеты Die Welt, Политковская «служила живым доказательством того, какой уникальной властью обладает печатное слово». Немецкая газета Frankfurter Allgemeine Zeitung отметила, что «во времена ужесточающейся цензуры и самоцензуры в российских СМИ эта мужественная и одновременно хрупкая женщина упорно продолжала рассказывать о зверствах в Чечне и в вооружённых силах РФ. Она была последним критическим голосом, который достигал внимания общественности как в России, так и за рубежом. Все остальные голоса уже давно заглушены <…> Своими публикациями о преследуемых и беззащитных людях, которые были для власти предержащих лишь безликой массой, Анна Политковская наделяла их не только голосом, но и достоинством, которого они были лишены. Кто-то назвал её человеческой совестью. В этой роли Политковская не знала дипломатического языка».
По мнению регионального движения «Чеченский комитет национального спасения»:

На Северном Кавказе осталось множество людей, глубоко благодарных Анне Политковской и почувствовавших личную утрату при её убийстве. Пожалуй, на Северном Кавказе благодарных Анне Политковской больше, чем где-либо ещё в России. Только благодаря Анне Политковской люди получали последнее утешение. Бесчинства мобильных отрядов МВД и ФСБ РФ многих на Кавказе лишили покоя и жизни. Именно Анна Политковская смело обнародовала эту ужасную правду, прорывала барьер между прессой и отдельными человеческими трагедиями. И только благодаря ей кто-то смог узнать о растоптанных жизнях, о горе матерей, сестёр <…> Имя Анны Политковской сегодня стало синонимом журналистской отваги, правдолюбия!

По словам руководителя ЧКНС, правозащитника Руслана Бадалова, «Читая её материалы, мы загорались, почему она — русская, москвичка, смелее, чем мы, говорит о нашей боли, и становилось даже стыдно. Этим она нас подстёгивала для большей работы».
По словам командира отряда «Горец» Мовлади Байсарова, «Когда я был с Ахмадом Кадыровым, для нас то, что она писала, было не всегда удобно. Но всё, что она говорила, это была правда». Байсаров вызвался рассказать прокуратуре всё, что он знает об убийстве Политковской, но вскоре после этого был убит в ходе операции чеченского спецназа.
По мнению Людмилы Алексеевой, руководителя Московской Хельсинкской группы, Политковская боролась против беззакония, насилия, лжи. Она доказала, что и один человек в поле воин.
По мнению члена правления общества «Мемориал» Александра Черкасова, Политковская «была редким для нашего времени представителем породы журналистов-правозащитников», писавших «не о процессах, не о глобальных сюжетах, типа заговоров и альянсов политиков, а о жизни отдельных людей, о том, как все эти действия политиков отражаются на жизни отдельных, конкретных людей. Она была вполне вовлечена в российское правозащитное сообщество».
Ясен Засурский, декан факультета журналистики МГУ, выпускницей которого Анна Политковская являлась, заявил: «Её смерть — это удар по нашей журналистике, удар по совести нашей журналистики, потому что она представляла совесть нашей журналистики. Я думаю, что все мы будем помнить Анну Политковскую как журналиста честного, преданного идеалам свободной, человечной журналистики, журналистики, борющейся с коррупцией и с нарушениями прав человека».

### Критика
По мнению главного редактора газеты «Спецназ России» Константина Крылова, творчество Политковской основывалось на яростной ненависти к России. Некоторые из её статей, с точки зрения Крылова, основывались на непроверяемых измышлениях и лжи.
По утверждению президента Чечни Рамзана Кадырова, материалы Политковской в Чечне читали «как детские сказки», потому что, по мнению Кадырова, «она писала то, что слышала, основывалась на слухах».
Александр Севастьянов, сопредседатель Национально-державной партии России, включил Политковскую в список «Не друзей русского народа»: «Русофобствующий журналист, „Новая газета“. Составила себе имя на прочеченских публикациях…».
Д. Галковский пишет: «Политковская — вражеский пропагандист, смелый, неутомимый, решительный и профессиональный. Не гений пиара, но дело знала. В условиях постнуклеарных столкновений такие люди стоят дивизии, информационная составляющая становится решающий даже при прямой интервенции».
Генерал-полковник, Герой России Геннадий Трошев в своих мемуарах «Моя война. Чеченский дневник окопного генерала» крайне недоброжелательно отзывался о профессиональной деятельности Политковской, обвиняя её в недостойном поведении и несоблюдении элементарной профессиональной этики:

Политковская обнаружила какие-то ямы, где якобы «федералы» держат пленных из числа мирных жителей. Понаехали комиссии, проверили всё до последней телеги, но ничего не обнаружили. Приведённые в публикации факты не подтвердились. Политковская настолько, видимо, ненавидит армию, что в День защитников Отечества в телепрограмме «Глас народа» дошла до прямых оскорблений в адрес солдат и офицеров, воюющих в Чечне.

Участник многих войн на постсоветском пространстве, в том числе Первой чеченской войны, капитан Вячеслав Миронов, которого Анна Политковская считала военным преступником, в интервью газете «Аргументы и факты» высказался о ней так:

Политковская подтасовывала факты, занималась обелением чеченцев, компрометацией федеральных войск. О мёртвых плохо не говорят, но мы же обсуждаем её деятельность. Считаю, она заработала себе политический и журналистский капитал на костях русских солдат. И Бог ей судья. Вместе с тем, чтобы быть объективным, дело рядового Сычёва она раскопала. Это как памятник Хрущёву — из чёрного и белого гранита. Что-то и она сделала хорошее. С моей точки зрения, чёрного гранита на памятнике у неё должно быть больше.

## Награды
за журналистскую деятельность
- 2000 год — премия «Золотое перо России» за серию репортажей из Чечни[84].
- 2000 год — диплом «Золотой гонг-2000» за серию материалов о Чечне.
- 2001 год — премия Союза журналистов России «Добрый поступок — доброе сердце».
- 2001 год — премия «Эмнести Интернэшнл» за правозащитную журналистику (Global Award for Human Rights Journalism).
- 2001 год — премия имени Артёма Боровика за лучшие журналистские расследования (учреждена телекомпанией CBS и еженедельником «US News and World Report» совместно с «Зарубежным пресс-клубом Америки», вручается в Нью-Йорке).
- 2001 год — премия Союза журналистов России за материалы по борьбе с коррупцией.
- 2002 год — премия имени Андрея Сахарова «За журналистику как поступок» (учреждена правозащитником Петром Винсом).
- 2002 год — премия Международного женского фонда по делам печати «За мужество в журналистике» за репортажи о войне в Чечне[85][86].
- 2003 год — ежегодная премия ОБСЕ «За журналистику и демократию» «в поддержку смелой и профессиональной журналистики, за права человека и свободу СМИ»[87].
- 2003 год — премия Lettre Ulysses Award (англ. Lettre Ulysses Award) за книгу репортажей, опубликованную на французском языке под названием «Чечня — позор России»[88].
- 2003 год — медаль и премия имени Хермана Керстена (немецкий ПЕН-центр) за мужественное освещение событий в Чечне[89].
- 2004 год — премия Улофа Пальме (Стокгольм)[90].
- 2005 год — Премия «За свободу и будущее СМИ»[нем.] (Лейпциг)[91].
- 2005 год — «Медаль Свободы» непризнанной Чеченской Республики Ичкерия, присуждаемая её правительством в эмиграции за защиту свободы слова и прав человека[92].
- 2006 год (посмертно) — премия Артёма Боровика «За мужество» (учреждена Благотворительным фондом имени Артёма Боровика, Москва)[93].
- 2006 год (посмертно) — медаль Уполномоченного по правам человека в РФ «Спешите делать добро».
- 2006 год (посмертно) — международная литературная премия имени Тициано Терцани за 2007 год[94].
- 2007 год (посмертно) — премия ЮНЕСКО за вклад в дело свободы печати за мужество при освещении событий в Чечне[95].
- 2007 год (посмертно) — премия «За развитие демократии», вручаемая журналистам, которые рискуют жизнью ради того, чтобы предоставить своим читателям или слушателям правдивую информацию[96].
- 2007 год (посмертно) — премия имени антифашистов Ганса и Софи Шолль за документальную книгу «Путешествие в ад. Чеченский дневник».
- 2007 год (посмертно) — почётное членство в обществе Эриха Марии Ремарка.
- 2010 год (посмертно) — Орден «Честь Нации» (высшая государственная награда непризнанной Чеченской Республики Ичкерия, присуждаемая её правительством в эмиграции)[92].

## Память

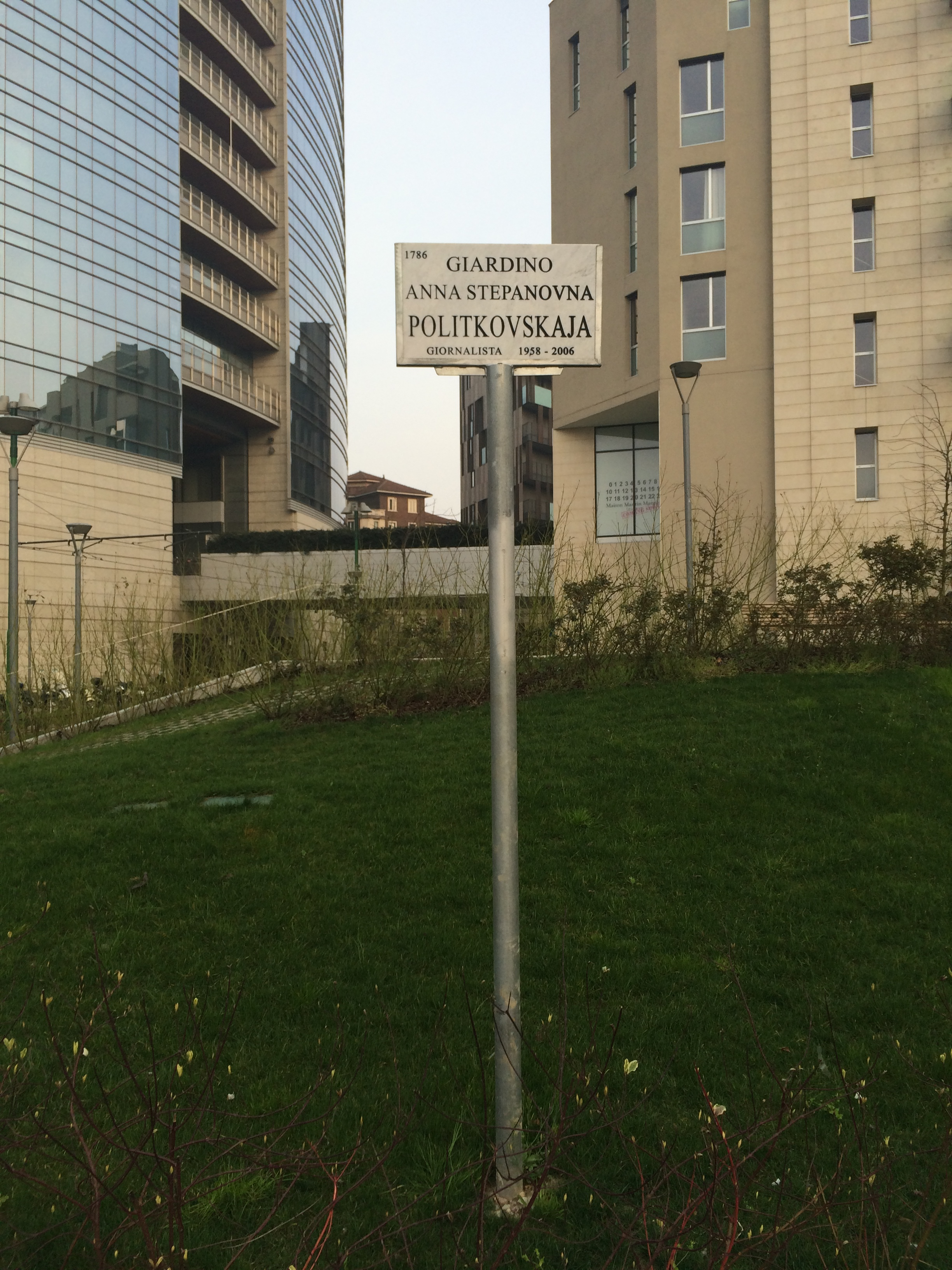
Сад имени Анны Политковской в Милане

- Монография «Международный трибунал для Чечни» посвящена памяти Абдуллы Хамзаева и Анны Политковской[97].

Именем Анны Политковской названы:
- зал для пресс-конференций в Европейском парламенте в Брюсселе (январь 2007)[98];
- площадь на территории римского парка Вилла Дориа-Памфили[99];
- улица в районе Сабуртало в Тбилиси, Грузия, ранее ул. Джикия (4 ноября 2009)[100][101];
- улица в городе Феррара, Италия (9 ноября 2009)[102];
- площадь в пригороде Парижа Монтрёй[103];
- Аллея Свободы и дерево Анны Политковской в Генуе, Италия (июль 2011)[104];
- парк в городе Карловы Вары, Чехия (2012)[105];
- сад в Милане (2013)[106];
- Премия имени Анны Политковской от международной неправительственной организацией Reach All Women in War («Помочь каждой женщине в огне войны»)[107]
- «Национальная премия „Камертон“ им. Анны Политковской»
- сад имени Анны Политковской в Москве (2018)[108][109]

Существует также инициатива по переименованию Лесной улицы, где жила журналистка, в её честь.
- Площадь в районе Гамбурга Ротербаум (октябрь 2024).

В честь Анны Политковской установлены:
- памятная доска на подъезде дома, где она проживала, установленная активистами Объединённого гражданского фронта и движения «Смена» в годовщину убийства[111];
- бронзовая мемориальная доска на здании редакции «Новой газеты» в Москве в Потаповском переулке, д. 3 (7 октября 2013). Авторы памятной доски: Иван Балашов — скульптор, выпускник Суриковского училища; Пётр Козлов — архитектор, выпускник МАрхИ. В верхней части бронзовой композиции сообщается, что Анна Политковская работала в этой редакции с 1999 по 2006 год. В нижней — три вырванных листа из блокнота. Главный редактор «Новой газеты» Дмитрий Муратов надеется, что в скором будущем на мемориальной доске появится и четвёртый бронзовый листок, на котором будет написано, что заказчик убийства найден и осуждён. На церемонии открытия мемориальной доски собралось около двухсот человек: коллеги Анны, её друзья, родные, читатели и поклонники. Все, кто пришёл на памятный митинг, говорили о необыкновенном мужестве журналиста. Её коллеги пообещали довести расследование убийства до конца[112][113][114].

## Отражение в искусстве
- 7 октября 2007 года, в связи с годовщиной гибели Анны Политковской, в Потсдаме (Германия) прошла премьера пьесы «У Путина день рождения», написанной немецким режиссёром Петрой-Луизой Майер. Пьеса основана на репортажах самой Анны Политковской и на публикациях о ней. Среди персонажей пьесы — президент Путин и бывший канцлер ФРГ Шрёдер, который в день смерти Анны Политковской присоединяется к празднованию дня рождения Путина[115][116].
- Образ Анны Политковской явился прототипом А. Поллитровской, персонажа романа А. Мальгина «Советник президента»[117][118].
- Российско-шведский документальный фильм режиссёра Марины Голдовской «Горький вкус свободы (A Bitter Taste of Freedom)» (2011), посвящённый судьбе Анны Политковской, был награждён как лучший документальный проект на Фестивале фильмов мира («World Film Festival» (WFF)) в Монреале, проходившем с 18 по 28 августа 2011 года. В картине история жизни Политковской описана с самого начала, с раннего детства, до конца — то есть до гибели в 2006 году. Ни убийства, ни его расследования в фильме нет, а героиня представлена как персонаж греческой трагедии, идущий навстречу судьбе с открытыми глазами. Фильм является продолжением картины режиссёра «Вкус свободы (A Taste of Freedom)» (1990)[119][120].
- 6 октября 2021 года Новая газета выпустила документальный фильм Как убили Анну на YouTube режиссёра Анны Артемьевой.
- 7 октября 2021 года вышла детская книга про Анну Политковскую в серии Московского женского музея «Женская история для детей». Авторы: Любава Малышева, Татьяна Зеленская[121].